# Скуба Людмила Миколаївна
Людми́ла Микола́ївна Ску́ба (нар. 1935, м. Дніпропетровськ — пом. 2010, м. Львів) — українська поетеса, член Національної спілки письменників України (1995).

## Біографія
Народилася 14 січня 1935 року в м. Дніпропетровськ у в родині поета Миколи Скуби та журналістки Марії Саричевої-Скуби, які 1937 року були репресовані (батька розстріляли, а матір згодом випустили). З 1944 року, будучи на поселенні, жила і навчалася в селищі Печора на крайній Півночі. Деякий час працювала старшою піонервожатою, а у 1954—1962 роках навчалася у медичному інституті, спочатку у Дніпропетровському, а потім у Мінському. Працювала лікарем у Білорусі, в Росії на будівництві Костромської ДРЕС, а згодом переїхала з чоловіком до Львову. Мати двох дітей. Померла 20 серпня 2010 року в Львові.

## Літературна діяльність
Поетеса.

З ранньої юності писала російською мовою. Вважала своїми наставниками в літературі Л. Вишеславського, М. Петренка, А. Буличову, М. Матвійчука. У львівському видавництві «Каменяр» видала збірки «Исповедь» (1989) і «Черешневый ветер» (1992), потім ще одну — «О днях и вечности» (2000).